# 布洛萊金省
6°34′N 8°0′W / 6.567°N 8.000°W

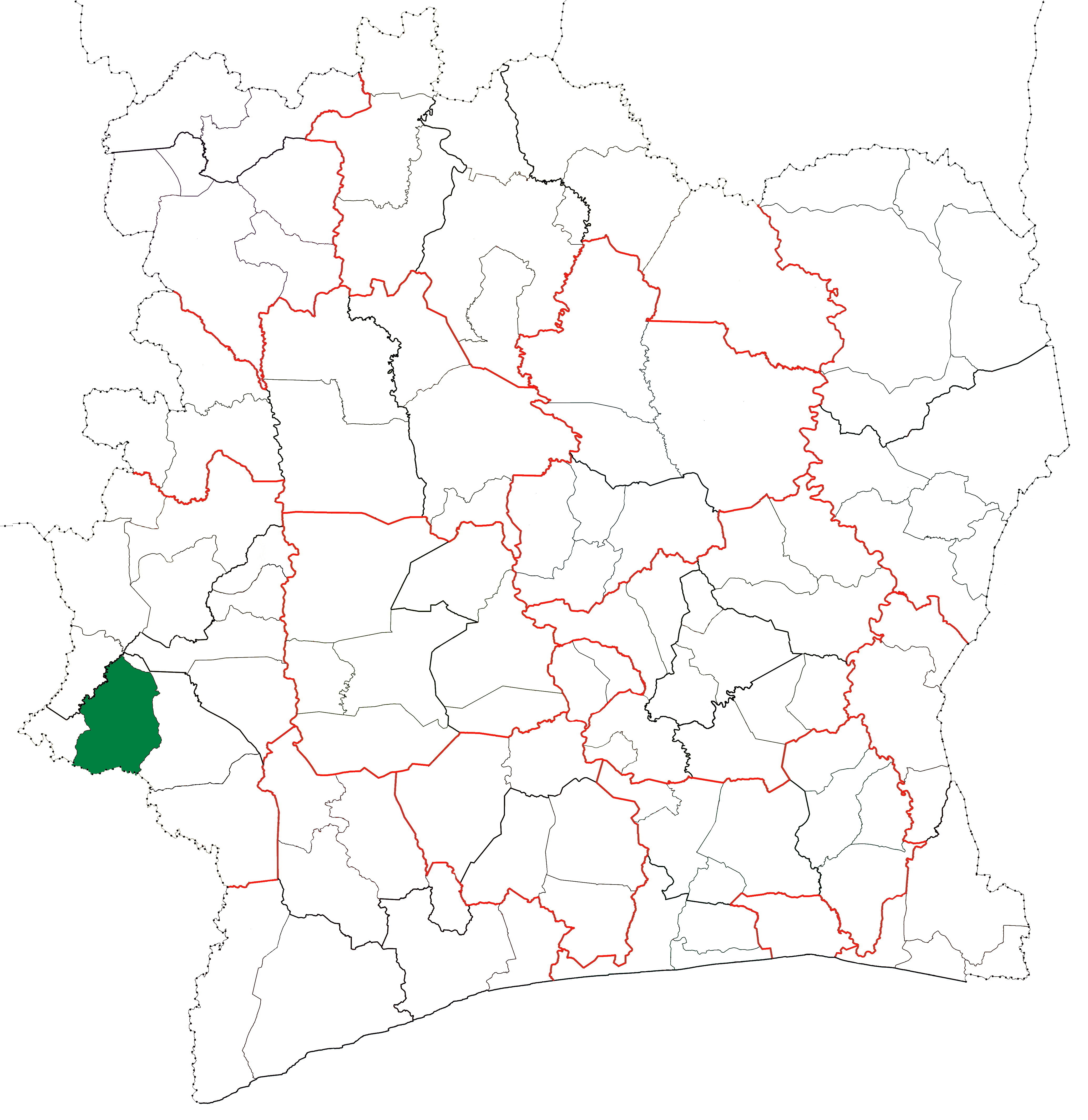

布洛萊金省（Bloléquin Department），是科特迪瓦的省份，位於該國西部山地區，由卡瓦利大區負責管轄，首府設於布洛萊金，成立於年，面積平方公里，2014年人口，人口密度每平方公里人。